# Aurélie Coulaud
Aurélie Coulaud, née le 5 mai 1979 à Chambon-Feugerolles, est une athlète française, spécialiste des courses de demi-fond.

## Biographie
Elle remporte le titre du 800 mètres lors des Championnats de France d'athlétisme 2002, et compte également deux titres nationaux en salle, sur 1 500 mètres, en 2002 et 2003.
Aurélie est la sœur de la coureuse de demi-fond, Julie Coulaud.

### Palmarès
- Championnats de France d'athlétisme :
  - vainqueur du 800 m en 2002
- Championnats de France d'athlétisme en salle :
  - vainqueur du 1 500 m en 2002 et 2003

### Records
| Épreuve | Performance   | Lieu       | Date           |
| ------- | ------------- | ---------- | -------------- |
| 800 m   | 2 min 2 s 12  | Strasbourg | 29 juin 2002   |
| 1 500 m | 4 min 11 s 92 | Bron       | 3 juillet 2003 |